# Giải KCFCC cho phim ngoại ngữ hay nhất
Giải KCFCC cho phim ngoại ngữ hay nhất là một giải của KCFCC dành cho phim không nói tiếng Anh, được bầu chọn là hay nhất trong năm. Giải này được lập từ năm 1990.

## Các phim đoạt giải

### Thập niên 1990
| Năm  | Phim                                                  | Nước       | Đạo diễn           |
| ---- | ----------------------------------------------------- | ---------- | ------------------ |
| 1990 | Cinema Paradiso (Nuovo cinema Paradiso)               | Ý          | Giuseppe Tornatore |
| 1991 | Europa Europe (Europa Europa)                         | Đức/Ba Lan | Agnieszka Holland  |
| 1992 | Raise the Red Lantern (Da hong deng long gao gao gua) | Hồng Kông  | Zhang Yimou        |
| 1993 | Like Water for Chocolate (Como agua para chocolate)   | México     | Alfonso Arau       |
| 1994 | Eat Drink Man Woman (Yin shi nan nu)                  | Đài Loan   | Ang Lee            |
| 1995 | The Postman (Il postino)                              | Ý          | Michael Radford    |
| 1996 | Ridicule                                              | Pháp       | Patrice Leconte    |
| 1997 | Shall We Dance? (Shall we dansu?)                     | Nhật Bản   | Masayuki Suo       |
| 1998 | Life Is Beautiful (La vita è bella)                   | Ý          | Roberto Benigni    |
| 1999 | Run Lola Run (Lola rennt)                             | Đức        | Tom Tykwer         |

### Thập niên 2000
| Năm  | Phim                                                             | Nước                | Đạo diễn            |
| ---- | ---------------------------------------------------------------- | ------------------- | ------------------- |
| 2000 | Crouching Tiger, Hidden Dragon (Wo hu cang long)                 | Đài Loan/Trung quốc | Ang Lee             |
| 2001 | Amélie (Le fabuleux destin d'Amélie Poulain)                     | Pháp                | Jean-Pierre Jeunet  |
| 2002 | Italian for Beginners (Italiensk for begyndere)                  | Đan Mạch            | Lone Scherfig       |
| 2003 | The Barbarian Invasions (Les invasions barbares)                 | Canada              | Denys Arcand        |
| 2004 | A Very Long Engagement (Un long dimanche de fiançailles)         | Pháp                | Jean-Pierre Jeunet  |
| 2005 | Downfall (Der Untergang)                                         | Đức                 | Oliver Hirschbiegel |
| 2006 | Letters from Iwo Jima                                            | Nhật Bản/Mỹ         | Clint Eastwood      |
| 2007 | The Diving Bell and the Butterfly (Le scaphandre et le papillon) | Pháp/Mỹ             | Julian Schnabel     |
| 2008 | Let the Right One In (Låt den rätte komma in)                    | Thụy Điển           | Tomas Alfredson     |

Bản mẫu:KCFCC Awards Chron